# Mormia dycei
Mormia dycei är en tvåvingeart som beskrevs av Duckhouse 1978. Mormia dycei ingår i släktet Mormia och familjen fjärilsmyggor. Inga underarter finns listade i Catalogue of Life.